# Дірк IV
Дірк IV (нід. Dirk IV; бл. 1020/1030 — 13 січня 1049) — граф Західної Фрисландії (Голландії) в 1039—1049 роках.

## Життєпис
Походив з династії Герульфінгів. Старший син Дірка III, графа Західної Фрисландії (Голландії), та Отелінди Саксонської. Народився між 1020 та 1030 роками. Після смерті батька 1039 року успадкував владу.
Продовжив політику попередника з розширення меж графства на південь. При цьому також сприяв «відвоюванню» території у моря через утворення польдерів. Своєю резиденцією обрав замок Влардіген, тому сучасні хроністи називали Дірка IV — Влардігенським (лат. Theodericus de Phlardirtinga) з титулом маркграфа.
В зовнішній політиці намагався відвоювати Зеландське графство, проте на початку 1040-х років зазнав поразки від Бодуена V, графа Фландрії і Зеландії.
Також тривало протистояння з Утрехтським єпископством та підвладними йому абатствами, в яких було захоплено межові землі. 1046 року імператор Генріх III змусив Дірка IV повернути захоплені землі.
Однак після відходу імператора він і далі плюндрував володіння єпископів Утрехта і Льєжа, а також вступив у союз з Германом, графом Ено, Бодуеном V, графом Фландрії, й Готфрідом III, герцогом Нижньої Лотарингії. У 1047 році імператор Генріх III захопив та зруйнував замок Райнсбург, але під час відступу його армія зазнала чималих втрат, після чого Фландрія, Нижня Лотарингія та Західна Фрисландія відкрито повстали проти імператора. 1048 року спільно з Бодуеном V захопив маркграфство Енам.
Втім 13 січня 1049 року Дірк IV потрапив у засідку поблизу Дордрехта до загонів єпископів Утрехта, Льєжа і Меца та був вбитий. Слідом за цим було захоплено замок Влардіген. Дірка поховано в Егмондському абатстві. Владу в графстві успадкував брат загиблого Флоріс I.